# Wolfgang Ketterle
Wolfgang Ketterle (Heidelberg, 21 ottobre 1957) è un fisico tedesco, professore di fisica al Massachusetts Institute of Technology (MIT) e vincitore del Premio Nobel per la fisica nel 2001, assieme a Eric Allin Cornell e Carl Wieman, per la realizzazione della condensazione di Bose-Einstein in gas diluiti di atomi alcalini, e per i primi fondamentali studi sulle proprietà dei condensati.

## Carriera
Consegue il dottorato di ricerca in spettroscopia molecolare sperimentale nel 1986 all'Istituto Max Planck. Nel 1990 inizia la sua attività di ricerca al MIT nel gruppo guidato da David Pritchard.
La sua attività di ricerca al MIT è rivolta allo studio di atomi raffreddati a laser con temperature prossime allo zero assoluto. Nel 1995 guida uno dei primi gruppi di ricerca a realizzare la condensazione di Bose-Einstein. Dopo aver realizzato la condensazione di Bose-Einstein, nel 1997 il suo gruppo dimostra l'interferenza fra due condensati che collidono e la prima realizzazione di un laser atomico.
Oltre allo studio della condensazione con atomi ultrafreddi, nel 2003 realizza una condensazione molecolare ed un esperimento per fornire elementi di prova della superfluidità ad alta temperatura in un condensato fermionico.